# 雷维利亚斯科-达斯蒂
雷维利亚斯科-达斯蒂（義大利語：Revigliasco d'Asti），是意大利阿斯蒂省的一个市镇。总面积8.94平方公里，人口846人，人口密度94.6人/平方公里（2009年）。ISTAT代码为005090。

## 友好城市
- 法國加龙 2000年